# 东方网
东方网（新三板：834678），是由上海市10家主要新闻媒体及相關企業联合投资的大型综合性服务类网站，創站於2000年5月28日，是上海市重要的網上媒體。

## 简介
东方网由上海市主要新闻媒体解放日报社、文汇新民联合报业集团、上海人民广播电台、上海东方广播电台、上海电视台、上海东方电视台、上海有线电视台、青年报社、劳动报社、上海教育电视台与上海东方明珠股份有限公司、上海市信息投资股份有限公司联合组建，于2000年5月28日顺利开通，同年6月28日组建东方网股份有限公司。2000年6月，在中国互联网络信息中心举办的“中国互联网络网站影响力调查”中，东方网位居最有影响力新闻网站第二位。
2012年3月，东方网完成转企改制，由上海市国有资产监督管理委员会控股，注册资本8.57亿元。2015年12月，东方网正式在全国中小企业股转系统（新三板）挂牌。2020年5月29日，经中共上海市委、上海市人民政府研究决定，上海市国资委将所持东方网43.63%股份无偿划转至上海报业集团，至此东方网成为上海报业集团的旗下网站。
网站旗下还办有“翱翔”、“东方头条”、“东方输入法”等产品，并和字节跳动的子公司上海图虫网络科技有限公司合作创立图库“东方IC”。2025年1月1日起，“东方新闻”客户端和“翱翔新闻”客户端停办，同时向具有文化传播特色的数字化转型服务和产品核心供应商转型。
2023年6月13日，上海东方网股份有限公司原党委副书记、总裁、总编辑、創始人之一的徐世平被开除中共党籍和公职。